# GOOD-BYE (フォーリーブスのアルバム)
『GOOD-BYE』（グッバイ）は、日本のアイドル歌手・フォーリーブスが1978年10月21日にCBS・ソニーレコードから発売した6枚目のライブアルバムである。

## 概要
1978年8月31日の東京厚生年金会館でのジャニーズ 在籍時代、解散コンサートを収録。

## 収録曲

### LP
Vol.1 A面
1. ブラック・イズ・ブラック 〜 ゲット・レディ
2. オリビアの調べ 〜 涙のオルフェ
3. はじめての世界で 〜 あしたが生まれる 〜 地球はひとつ
4. 愛と死 〜 あなたの前に僕がいた 〜 夏のふれあい 〜 新しい冒険
5. 見上げてごらん夜の星を 〜 急げ！若者 〜 ふたりの問題 〜 嵐のあと

Vol.1 B面
1. 踊り子
2. ブルドッグ
3. THE END －思いがけず出会ったら－
4. ヘルプ 〜 ジュピター 〜 宇宙のファンタジー 〜 ディスコ・フィード 〜 スター・ウォーズ
ヘルプ-作詞・作曲：Lennon, McCartney/作品コード:0H0-2100-7
ディスコ・フィード-作詞・作曲：Omartian, Price/作品コード:0D0-6906-4
5. いくつかの場面 - おりも政夫
作詞・作曲:河島英五

Vol.2 A面
1. ただひたすら - 北公次
作詞・作曲:北公次
2. 時計をとめて - 江木俊夫
3. 夢のかけら
4. ダンス・トゥ・ザ・ミュージック 〜 サンキュー 〜 ライヤー 〜 ピース・オブ・マインド

Vol.2 B面
1. ハッピー・ピープル
2. THE END －思いがけず出会ったら－
3. アイム・オーライト 〜 ジャンピング・ジャック・フラッシュ
4. さよなら
作詞：J. Michealrivat/日本語詞：山上路夫/作曲：J. Revaux/作品コード:0S0-0519-1
5. 螢の光
スコットランド民謡/日本語詞：稲垣千頴/作品コード:023-4843-8
6. 君にこの歌を

### CD
Disc1
1. ブラック・イズ・ブラック 〜 ゲット・レディ
2. オリビアの調べ 〜 涙のオルフェ
3. はじめての世界で 〜 あしたが生まれる 〜 地球はひとつ
4. 愛と死 〜 あなたの前に僕がいた 〜 夏のふれあい 〜 新しい冒険
5. 見上げてごらん夜の星を 〜 急げ！若者 〜 ふたりの問題 〜 嵐のあと
6. 踊り子
7. ブルドッグ
8. THE END －思いがけず出会ったら－
9. ヘルプ 〜 ジュピター 〜 宇宙のファンタジー 〜 ディスコ・フィード 〜 スター・ウォーズ
10. いくつかの場面

Disc2
1. ただひたすら
2. 時計をとめて
3. 夢のかけら
4. ダンス・トゥ・ザ・ミュージック 〜 サンキュー 〜 ライヤー 〜 ピース・オブ・マインド
5. ハッピー・ピープル
6. THE END －思いがけず出会ったら－
7. アイム・オーライト 〜 ジャンピング・ジャック・フラッシュ
8. さよなら
9. 螢の光
10. 君にこの歌を